# Lorenzo Raimundo Parodi
Lorenzo Raimundo Parodi (Pergamino, 23 januari 1895 – Buenos Aires, 21 april 1966) was een Argentijnse landbouwkundige en botanicus.
Parodi was de eerste ontdekkingsreiziger die de flora van Paraguay beschreef. Hij was gespecialiseerd in de plantenfamilie der grassen (Poaceae). Van 1934 tot 1962 was hij redacteur van het tijdschrift Revista Argentina de Agronomía.
- Author citation (botany): Parodi
- CiNii: DA19611509
- Gemeinsame Normdatei: 1018867902
- International Standard Name Identifier: 0000 0000 2708 0937
- Library of Congress Control Number: n86808636
- Nederlandse Thesaurus van Auteursnamen: 16813991X
- Réseau des bibliothèques de Suisse occidentale: 02-A003671748
- Système universitaire de documentation: 112492711
- Museum of New Zealand Te Papa Tongarewa: 51285
- Virtual International Authority File: 50718713
- WorldCat: E39PBJktvDTW4VPVXfrPjcGWDq